# ウレイドグリコール酸リアーゼ
ウレイドグリコール酸リアーゼ (Ureidoglycolate lyase、EC 4.3.2.3)は、以下の化学反応を触媒する酵素である。
(S)-ウレイドグリコール酸 {\displaystyle \rightleftharpoons } グリオキシル酸 + 尿素
従って、この酵素の基質は(S)-ウレイドグリコール酸のみ、生成物はグリオキシル酸と尿素の2つである。
この酵素はリアーゼ、特にアミジンリアーゼに分類される。系統名は、(S)-ウレイドグリコール酸 尿素リアーゼ (グリオキシル酸形成)((S)-ureidoglycolate urea-lyase (glyoxylate-forming))である。他に、ureidoglycolatase、ureidoglycolase、ureidoglycolate hydrolase、(S)-ureidoglycolate urea-lyase等とも呼ばれる。この酵素は、プリン代謝に関与している。